# 1939-es magyar tekebajnokság
Az 1939-es magyar tekebajnokság a második magyar bajnokság volt. A bajnokságot május 6. és 7. között rendezték meg Budapesten, a hűvösvölgyi pályán.

## Eredmények
| Versenyszám  | Arany                      | Arany | Ezüst                   | Ezüst | Bronz                          | Bronz |
| ------------ | -------------------------- | ----- | ----------------------- | ----- | ------------------------------ | ----- |
| Férfi egyéni | Répásy Ágoston WMTK Csepel | 851   | Vida István WMTK Csepel | 834   | Víg Vejmola Ferenc WMTK Csepel | 828   |